# 植田史生
植田 史生（うえだ ふみお）は、日本のスポーツ科学者、剣道家。慶應義塾大学体育研究所教授。

## 経歴
長崎県小浜町（現：雲仙市）出身。長崎県立長崎東高等学校を卒業後、慶應義塾大学法学部政治学科に進学。剣道部で活動し、1976年の早慶戦では優秀選手に選出された（同年の優秀選手には早稲田大学の谷藤裕明・元盛岡市長がいる）。大学卒業後、1977年慶應義塾大学体育研究所助手、1987年専任講師、1994年助教授を経て、2004年に教授就任
。2005年から2013年まで体育研究所長を務めた。剣道の動作分析に関する研究や、スポーツ選手のレーザー治療に関する研究に従事している。剣道の指導にも取り組んでおり、2001年から2003年まで慶應義塾大学剣道部監督を務めたほか、2002年からハーバード大学剣道部コーチを務めている。

## 主な研究業績
- （坪井三郎と共同）「剣道における下肢の作用について」、『日本体育学会大会号』30、1979年
- 「剣道の正面打突における左下肢の作用について」、『体育研究所紀要』20（1）、慶應義塾大学体育研究所、1980年
- 「剣道の筋電図学的研究--攻められた時の動作中にみられる熟練度による筋電図の相違」、『体育研究所紀要』28（1）、慶應義塾大学体育研究所、1988年
- （吉田泰将と共同）「剣道における安全対策に関する一考察 : 特に頭部打撲事故について」、『武道学研究』27、慶應義塾大学体育研究所、1994年
- （吉田泰将らと共同）「剣道の素振りにおける剣先軌跡の三次元的分析」、『武道学研究』32、慶應義塾大学体育研究所、1999年
- （吉田泰将らと共同）「剣道における心理的競技能力調査について」、『体育研究所紀要』44（1）、慶應義塾大学体育研究所、2005年
- （村山光義と共同）「LLLTとスポーツ科学の接点を探る(その1)筋硬度評価の観点から--LLLTと筋硬度評価」、『日本レーザー治療学会誌』5（2）、日本レーザー治療学会、2006年